# 2000年度壹電視大獎得獎名單
2000年度壹電視大獎得獎名單於2000年頒發。

## 十大電視節目
- 第一位：驚天動地獎門人
- 第二位：鑑證實錄II
- 第三位：布袋和尚
- 第四位：茶是故鄉濃
- 第五位：金玉滿堂
- 第六位：刑事偵緝檔案IV
- 第七位：全院滿座
- 第八位：狀王宋世傑（貳）
- 第九位：創世紀
- 第十位：縱橫四海

## 十大電視藝人
- 第一位：陳慧珊
- 第二位：歐陽震華
- 第三位：關詠荷
- 第四位：張家輝
- 第五位：羅嘉良
- 第六位：郭可盈
- 第七位：林家棟
- 第八位：郭晉安
- 第九位：古天樂
- 第十位：吳啟華

## 其他獎項
- 世紀視霸：汪明荃
- 世紀難忘角色：周潤發 - 許文強（上海灘）
- 至Hit外購劇：還珠格格、還珠格格II
- 新城最受歡迎電視主題曲：李樂詩 - 《無悔愛你一生》（真情）
- 至愛外勞角色：小燕子
- 夢想成真最奪目藝人：趙薇
- 最完美肌膚藝人：吳美珩[1]